# گژگوژوویتسه (استان اشوی‌داشکسیه)
گژگوژوویتسه (به لهستانی: Grzegorzowice) یک منطقهٔ مسکونی در لهستان است که در گمینا واشنگوو واقع شده‌است.